# Elvira Evangelista
Elvira Lucia Evangelista (Nuoro, 20 agosto 1968) è una politica italiana, senatrice della Repubblica durante la XVIII legislatura della Repubblica Italiana, eletta col Movimento 5 Stelle per poi lasciarlo e aderire ad Italia Viva.

## Biografia
Conseguita la laurea magistrale in giurisprudenza ed esercitante la professione di avvocato cassazionista, alle elezioni politiche del 2018 viene candidata al Senato della Repubblica, tra le liste del Movimento 5 Stelle (M5S) nel collegio plurinominale Sardegna - 01, risultando eletta senatrice e divenendo la prima proveniente dalla provincia di Nuoro. Nel corso della XVIII legislatura è stata componente e vicepresidente della 2ª Commissione Giustizia, della 8ª Commissione Lavori pubblici, comunicazioni e della Commissione contenziosa, oltreché membro della Giunta delle elezioni e delle immunità parlamentari, della Commissione straordinaria per la tutela e la promozione dei diritti umani e della Comitato parlamentare per i procedimenti di accusa; ha presentato un disegno di legge come prima firmataria sul revenge porn, poi confluita nel Codice Rosso, di cui è stata relatrice al Senato, partecipando alla redazione di diverse leggi in materia di violenza di genere e tutela di minori. 
Il 18 gennaio 2022 abbandona il M5S, lamentando una rottura dei rapporti di fiducia e rivendicando principi garantisti in materia di giustizia contro il "giustizialismo" del partito, nonostante in passato abbia elogiato le sue proposte in tale materia come l’ergastolo ostativo e la legge Spazzacorrotti, annunciando l'intenzione di "avviare delle interlocuzioni" immediatamente con altri gruppi. Il giorno seguente annuncia l’adesione ad Italia Viva di Matteo Renzi, commentando "Non poteva che essere il mio naturale approdo".
Alle elezioni politiche anticipate del 2022 viene ricandidata al Senato, tra le liste di Azione - Italia Viva nel medesimo collegio plurinominale in seconda posizione, ma risulterà tuttavia non eletta..
Ad aprile 2023 abbandona Italia Viva per aderire ad Azione di Carlo Calenda, di cui il 18 dicembre dello stesso anno viene nominata presidente regionale del partito in Sardegna.
È autrice dei libri per ragazzi "Il Parlamentare sei tu" e "I Diritti delle Donne" editi con Susil Edizioni.